# 爱德华·维诺库罗夫
爱德华·特奥多罗维奇·维诺库罗夫（俄语：Эдуард Теодорович Винокуров，1942年10月30日—2010年2月10日），苏联男子击剑运动员。他曾参加1968年、1972年和1976年三届夏季奥运会，共收获两枚金牌和一枚银牌。